# 귀무 가설
귀무 가설(歸無假說, 영어: null hypothesis, 기호 H0) 또는 영 가설(零假說)은 통계학에서 처음부터 버릴 것을 예상하는 가설이다. 차이가 없거나 의미있는 차이가 없는 경우의 가설이며 이것이 맞거나 맞지 않다는 통계학적 증거를 통해 증명하려는 가설이다. 예를 들어 범죄 사건에서 용의자가 있을 때 형사는 이 용의자가 범죄를 저질렀다는 추정인 대립가설을 세우게 된다. 이때 귀무가설은 용의자는 무죄라는 가설이다. 통계적인 방법으로 가설검정(hypothesis test)을 시도할 때 쓰인다. 로널드 피셔가 1966년에 정의하였다.

## 예
기본적으로는 참으로 추정되며 이를 거부하기 위해서는 증거가 꼭 필요하다. 예를 들어 남학생과 여학생들의 두 성적 샘플을 비교해 볼 때, 귀무가설은 남학생들의 평균이 여학생들의 평균과 같은 것이라는 것이다.
H0 : μ1 = μ2
여기서:
H0 = 귀무가설
μ1 = 집단1의 평균
μ2 = 집단2의 평균
또한 귀무가설이 같은 집단으로부터 뽑힌 두 샘플들이라고 가정하고 그래서 평균과 더불어 분산과 분포는 같다고 가정한다. 이러한 귀무가설의 설정은 통계적 유의성을 시험하는 데 중요한 단계이다. 이러한 가설을 형성하고 얻어진 데이터에서 확률적 검정을 해봄으로써 귀무가설이 예측하는 것이 맞는지 아닌지를 알아 볼 수 있다. 또한 만약 이것이 참이라면 여기서 얻어진 확률은 결과의 유의수준으로 부른다.

## 귀무가설과 대립가설
연구는 검정해야 할 가설을 필요로 하는데, 일반적으로 연구에서 검정하는 가설을 귀무가설이라 하고, 귀무가설과 반대되는 가설을 대립가설이라고 한다. 대립가설은 연구자가 연구를 통해 입증되기를 기대하는 예상이나 주장하는 내용이다.
1. 귀무가설을 만들고 (기호는 H0)
- 남성과 여성의 보수는 같다.
2. 대립가설을 만든다. (기호 Ha 또는 H1)
- 남성은 여성보다 보수가 더 많다.
3. 검정 통계를 만들고 측정한다.
- 검정 통계는 랜덤 값이다.

4. 의사결정을 한다.
- H1에 대한 증거가 충분하다면 H0를 기각하고 H1을 받아들인다.
- H1에 대한 증거가 불충분한 경우 H0를 기각하지 않는다.

(재판을 예로 들 수 있다.)

## 오류
- 1종오류 : 귀무가설이 참이어도 기각하는 경우(귀무가설을 기각하는 경우)
- 2종오류 : 귀무가설이 거짓이어도 기각하지 않는 경우(귀무가설은 기각하지 않는 경우)

## 같이 보기
- 입증 책임 (철학)
- 무죄 추정의 원칙
- 유의 확률